# Trachelas fanjingshan
Espèce
Trachelas fanjingshan est une espèce d'araignées aranéomorphes de la famille des Trachelidae.

## Distribution
Cette espèce est endémique du Guizhou en Chine,. Elle se rencontre dans le xian de Jiangkou.

## Description
La femelle holotype mesure 3,52 mm.

## Publication originale
- Zhang, Fu & Zhu, 2009 : A review of the genus Trachelas (Araneae: Corinnidae) from China. Zootaxa, no 2235, p. 40-58.